# Microcos argentata
Microcos argentata är en malvaväxtart som beskrevs av Karl Ewald Maximilian Burret. Microcos argentata ingår i släktet Microcos och familjen malvaväxter. Inga underarter finns listade i Catalogue of Life.